# Synergievoordeel
Synergievoordeel is het economische voordeel uit synergie, en is in het Engels bekend als economies of scope.  Synergievoordelen zijn snel te verwarren met schaalvoordelen. Schaalvoordelen ontstaan door het vergroten van de productiecapaciteit, Synergievoordelen ontstaan door één productiefaciliteit voor twee producten te gebruiken. 
Een voorbeeld van synergievoordelen is het gebruik van vliegtuigen. Een passagiersvliegtuig dat van luchthaven Schiphol naar Rome vliegt en leeg terugkomt, is duurder dan hetzelfde vliegtuig dat op de terugweg vracht vervoert. Zowel de winst op de passagiersvlucht als de vrachtvlucht is hoger.